# St. Anthony (Canada)
St. Anthony è un comune del Canada, situato nella provincia di Terranova e Labrador, nella divisione No. 9.